# Jonmotor

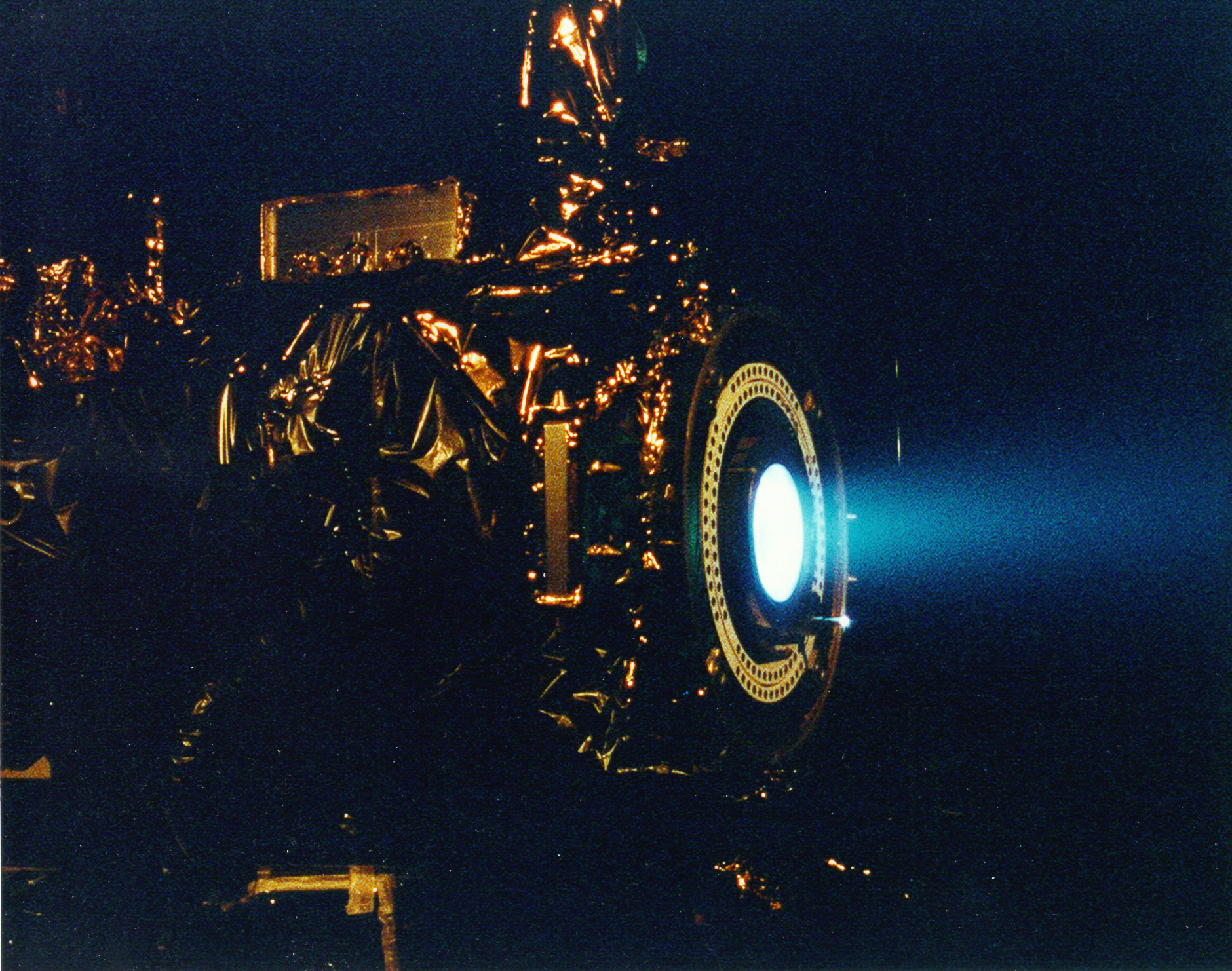
Jonmotor

En jonmotor är en relativt ny sorts raketmotor som använder sig av joner för att driva till exempel en rymdsond eller andra rymdfarkoster. Den användes bland annat av Deep Space 1- och SMART-1-sonderna, och används av Dawn-sonden i sin långa resa till asteroiderna Vesta och Ceres. 
Till skillnad från vanliga kemiska motorer är massflödet genom en jonmotor relativt litet. Detta innebär att jonmotorn har låg dragkraft, kanske bara några tiotals millinewton. Som jämförelse kan nämnas att rymdfärjans tre huvudmotorer utvecklar var och en en dragkraft på 2 meganewton. Men jonmotorns höga hastighet hos reaktionsmassan gör att den används mer effektivt. Genom att konstant ha motorn påslagen kan en jonmotor skapa samma hastighetsförändring men förbruka mindre reaktionsmassa än en vanlig kemisk motor, som fort gör slut på sin reaktionsmassa. Jonmotorer är därför mycket praktiska när en stor fartändring behövs under lång tid: accelerationen är låg men drifttiden lång.
Jonmotorer har även fördelen att de kan miniatyriseras genom MEMS-baserad teknik. Detta är särskilt intressant för utvecklingen av navigeringssystem i miniatyrsatelliter.

## Funktion
I en jonmotor används en gas som reaktionsmassa. Ju massivare gasen är desto bättre driveffekt får motorn. Därför används tunga ädelgaser som xenon. Gasen värms upp i en magnetron (mikrovågsgenerator) med extremt hög effekt. När gasens temperatur närmar sig 60.000 °C slits elektroner från gasatomerna. Gasen joniseras och bildar ett plasma. Plasmat hettas upp ytterligare till över 1.000.000 °C. För att denna heta plasma inte skall bränna sönder resten av motorn (eller farkosten) hålls det på plats av magnetfält. En starkt negativt laddad katod, byggd som ett galler, attraherar och accelererar nu de positiva plasmajonerna som skjuts ur motorn med en hastighet på cirka 300 kilometer i sekunden. För att inte farkosten skall få en negativ elektrisk laddning sprutas överskottselektroner iväg i samma riktning. Dessa väger dock bara en hundratusendel av xenonatomerna och bidrar inte märkbart till jonmotorns dragkraft, som i övrigt är mycket låg.

## Jonmotor till Mars?
Med hjälp av en jonmotor skulle det, enligt en tillverkare, kunna gå att nå planeten Mars efter endast 39 dagar, vilket är avsevärt snabbare än med konventionella motorer.